# Dh
Dh（小寫：dh）是一個二合字母，由D及H組成。

## 拉丁字母的用途
Dh是多種語言文字的字母，但各自皆用來代表不同發音：
- 在阿爾巴尼亞語字母，Dh是第6個字母，位於D和E之間，用來表示濁齒擦音 /ð/；
- 在愛爾蘭語的正寫法，Dh用來表示濁軟顎擦音 /ɣ/ 或硬顎無擦通音 /j/；而在詞語的開首出現時，則用來表示弱化了的d，例如：mo dhoras [mə ɣoɾəs]（我的門，比較：doras [d̪orəs]，門）。
- 在西非國家畿內亞於1985年推行正寫法以前，當地採用dh這個字母來表示西非的西富拉語裡的濁齒齦內破音 /ɗ/。其後，國家採用非洲字母，以 "/ɗ/" 來取代dh。

## 轉寫用途
Dh亦用於多種非拉丁字母文字的轉寫系統，特別是印度-雅利安語。舉例：它可用來表示送氣濁齒塞音 （/d̪ʰ/）。